# Arandilla (Burgos)
Arandilla es una localidad y un municipio situados en la provincia de Burgos, comunidad autónoma de Castilla y León (España), comarca de La Ribera, partido judicial de Aranda, ayuntamiento del mismo nombre.
En 2016 contaba con 167 habitantes censados, según los datos oficiales del INE. 

## Geografía
Situada en la margen derecha del río Arandilla que en su término recibe por la derecha los arroyos de Fuente Parrilla, Valdeolmos y del Valle. Por la izquierda recibe los arroyos de Los Ajares y de La Nava, proveniente del monte de la Dehesa y de Valhenoso en la linde con Coruña del Conde.
En su término se encuentra la granja de Valverde situada 2,5 km al sur.

### Comunicaciones
En el punto kilométrico 26 de la carretera BU-925 de Aranda de Duero a La Gallega, 5 km al oeste de Coruña del Conde y 8 al este de Peñaranda de Duero.

## Historia
Villa encuadrada en la categoría de “pueblos solos” del partido de Aranda de Duero, jurisdicción de señorío ejercida por el Marqués de Velamazán que nombraba su Alcalde Ordinario.
A la caída del Antiguo Régimen queda constituido como ayuntamiento constitucional del mismo nombre, en el partido de Aranda perteneciente a la región de Castilla la Vieja y contaba con 120 habitantes.
Así se describe a Arandilla en el tomo II del Diccionario geográfico-estadístico-histórico de España y sus posesiones de Ultramar, obra impulsada por Pascual Madoz a mediados del siglo XIX:

Villa con ayuntamiento en la provincia, audiencia territorial y capitanía general de Burgos (14 leguas), partido judicial de Aranda de Duero (4), diócesis de Osma (6). Situada en una pequeña ladera; le combaten todos los vientos, excepto el N, y disfruta de clima saludable, si bien algo propenso a enfermedades intermitentes. Tiene 50 casas, la mayor parte de dos pisos, pero de construcción mediana, distribuidas en dos calles y una plaza pequeña de figura cuadrada con soportal, en donde está la casa de ayunta-miento; tiene también pósito con unas 50 fanegas de trigo; escuela de primeras letras, a la que concurren sobre 20 niños de ambos sexos; y una iglesia parroquial bajo la advocación de Nuestra Señora del Páramo, levantada hace 45 años y servida por un cura, cuyo curato se provee en oposición por el diocesano. Inmediata a la población y sobre la misma ladera existe una ermita dedicada a Santa Lucía, la que antes de construirse la nueve iglesia fue parroquia, sirviendo en la actualidad de cementerio; a su entrada hay dos fuentes con un pilón la una de ellas, de cuyas abundantes y exquisitas aguas se surten los habitantes para su consumo doméstico y abrevadero de los ganados. Confina el término por N con el de Coruña del Conde, por E con el de Brazacorta, por S con el de Hontoria de Valdearados y por O con los de Peñaranda y Valverde. El terreno, parte llano y parte de monte bajo, es de calidad mediana, cultivándose solo unas 300 fanegas de las 2.300 que comprende, fertilizadas por las aguas del río Arandilla, que pasa como a 300 pasos del pueblo, al S del cual le atraviesa un puente de madera, y da movimiento a un molino harinero, suficiente para el abasto de los vecinos. Los caminos son locales, todos de carretera, y se hallan en buen estado. La correspondencia la recibe de Peñaranda por medio de un vecino nombrado por el ayuntamiento. Producción: trigo, cebada, centeno y vino, cría ganado lanar, y caza de liebres, perdices y algunos zorros. Población: 30 vecinos; 120 almas. Capital productivo: 891.210 reales; Imponible: 87.829. Contribución: 3.052 reales 19 maravedíes. El presupuesto municipal asciende a 2.000 reales, y se cubre, parte por reparto vecinal y parte del fondo de propios.
Diccionario geográfico-estadístico-histórico de España y sus posesiones de Ultramar

La ermita de San Isidro, en lo alto de un cerro sobre la población, fue hasta 1940 iglesia parroquial dedicada a santa Lucía. Su torre es más antigua que el resto del editficio y sirvió como torreón militar. En el siglo XII pasó a formar parte de la nueva iglesia. Tiene planta rectangular, tejado a dos aguas y está construida principalmente de sillarejo. Tiene acceso por el lado sur.

## Demografía
Arandilla cuenta con una población de 150 habitantes (INE 2024).
| Gráfica de evolución demográfica de Arandilla entre 1842 y 2021 |
| |
| Población de derecho según los censos de población del INE. Población de hecho según los censos de población del INE.Entre el censo de 1857 y el anterior, crece el término del municipio porque incorpora a Valverde. |

## Cultura

### Fiestas patronales
Se celebran los días 15 y 16 de agosto, Asunción de la Virgen y San Roque.